# Glipa batjanensis
Glipa batjanensis es una especie de coleóptero de la familia Mordellidae.

## Distribución geográfica
Habita en Manila.